# (21030) 1989 TZ11
(21030) 1989 TZ11 est un astéroïde de la ceinture principale aréocroiseur découvert en 1989.

## Description
(21030) 1989 TZ11 a été découvert le 2 octobre 1989 à l'observatoire interaméricain du Cerro Tololo, un observatoire astronomique professionnel situé dans le désert d'Atacama, au Nord du Chili, par Schelte J. Bus.

### Caractéristiques orbitales
L'orbite de cet astéroïde est caractérisée par un demi-grand axe de 2,35 UA, un périhélie de 1,50 UA, une excentricité de 0,36 et une inclinaison de 8,45° par rapport à l'écliptique. Du fait de ces caractéristiques, à savoir un demi-grand axe inférieur à 3,2 UA et un périhélie compris entre 1,3 et 1,666 UA, il croise l'orbite de Mars et est classé, selon la JPL Small-Body Database, comme astéroïde aréocroiseur (aréo venant de Arès).

### Caractéristiques physiques
(21030) 1989 TZ11 a une magnitude absolue (H) de 14,9 et un albédo estimé à 0,329.